# Яснопільщина
Яснопі́льщина — село в Україні, у Роменському районі Сумської області. Населення становить 390 осіб. Входить до складу Липоводолинської селищної громади.
Після ліквідації Липоводолинського району 19 липня 2020 року село увійшло до Роменського району.

## Географія
Село Яснопільщина розташоване на відстані 1.5 км від сіл Коцупіївка, Коцупіїв Степ (село ліквідоване у 1991 році), Іванівка та Макіївське. В межах села тече струмок, що інколи пересихає влітку.

## Історія

### Давні часи
Ще в бронзову добу місцеве населення займалося на цих землях кочовим тваринництвом. Але результати археологічних розкопок засвідчують, що життя тут існувало ще в далекому минулому. Відомо, що неподалік села Яснопільщина виявлено поселення періоду доби неоліту (IV тис. до н. е.). В часи Київської Русі і пізніше ця територія знаходилася на роздоріжжі: з півночі — Переяславське князівство, а з півдня — степові кочівники. Весь час вони ворогували між собою, постійно спустошуючи наші землі. Тому й не заселялись безкраї простори постійними землеробами. Довгий час територія, де знаходиться нині село, була «диким полем». Люди з'являлися тут рідко і ненадовго, бо близьке сусідство кочівників не давало змоги тут оселитися.

### Новий час
Активне заселення краю почалося в другій половині XVI ст. і продовжувалося у XVII ст. Перші поселення виникали по річці Хорол, що тече за сім кілометрів від теперішньої Яснопільщини. Але значна територія довгий час не була заселеною. Її називали ще «ясним полем». Звідси, мабуть, й пішла назва села — Яснопільщина.

### Новітній період
Перша письмова згадка про Яснопільщину відноситься до 1859 року. У 1900 році Яснопільщина згадується як поселення на двох хуторах, що являли собою дві общини селян-власників — Вощина і Конзурова.
У 1917-1920 роках у селі кілька разів змінювалась влада.
Наприкінці 1920-х років розпочався процес примусової колективізації.
У тридцяті роки покладено початок культурно-освітній роботі в Яснопільщині. Було виділено приміщення для клубу, де проводилися вечори, концерти, бесіди, лекції. Активно працювала художня самодіяльність.
Важким тягарем для села став голодомор 1932—1933 рр. Кількість встановлених жертв — 134 людини.
Наступним випробуванням для Яснопільщини стала Друга світова війна. 289 яснопільщан пішли на захист Батьківщини, 175 з них не повернулося з нелегких доріг війни. Близько 100 чоловік нагороджено бойовими орденами і медалями. Населення у повній мірі відчуло на собі німецький окупаційний режим. Робочий день тривав з раннього ранку до пізнього вечора. Іноді і вночі в'язали снопи та виконували інші сільськогосподарські роботи. За спізнення на роботу — били. Порядок, за свідченнями очевидців, наводили два німці, особливо жорстоко ставився до людей старший за віком. Звільняли села Яснопільщанської сільської ради воїни 493 мінометного полку.
Війна закінчилася. Жителі села дружно взялися відбудовувати народне господарство, поступово й впевнено піднімати його з руїн. Внаслідок укрупнення господарств утворився колгосп, що мав назву спочатку ім. Хрущова, потім «Україна», а з 1963 року — ім. Чкалова. З кожним роком гарнішала Яснопільщина. 5 листопада 1986 року в селі врочисто відкрито Меморіал Слави в пам'ять про воїнів-земляків, що загинули в роки Великої Вітчизняної війни. У 1987 році в Яснопільщині стала до ладу нова школа, а у 1989 році було відкрито двері нового двоповерхового Будинку культури.
До 2019 року орган місцевого самоврядування — Яснопільщинська сільська рада.

## Економіка
- ТОВ «ім. Чкалова».
- Агрофірма «Ранок», ТОВ.
- «Яснопільщанське», ТОВ.

## Соціальна сфера
- Будинок культури.